# Bernard Campan

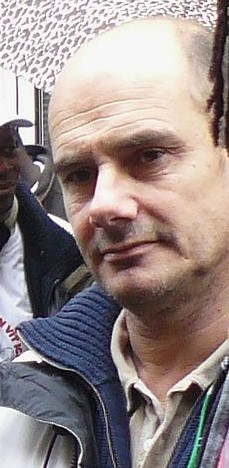
Bernard Campan (2010)

Bernard Campan (* 4. April 1958 in Agen, Frankreich) ist ein französischer Schauspieler, Filmregisseur und Drehbuchautor.

## Leben
Bernard Campan wurde in Agen geboren und wuchs bei seinem Vater in Tours auf. Nach seinem Schulabschluss zog er nach Paris, wo er an der renommierten Schauspielschule Cours Simon studierte. Anschließend spielte er Theater und debütierte in der von ihm mitgeschriebenen und von Jean-Pierre Vergne inszenierten Filmkomödie Le téléphone sonne toujours deux fois. In dem 1985 erschienenen Film spielte er an der Seite von Didier Bourdon und Pascal Légitimus. Mit beiden gründete er die Comedygruppe Les Inconnus.
Gemeinsam mit Bourdon debütierte er mit der 1995 erschienenen Komödie Alles kein Problem! als Regisseur. Bei der Verleihung des französischen Filmpreises César 1996 wurde er für das Beste Erstlingswerk ausgezeichnet. Eine weitere Nominierung erhielt er beim César 2003 in der Kategorie Bester Hauptdarsteller erhielt für seine Darstellung des Philippe an der Seite von Isabelle Carré in der Drama Claire – Se souvenir des belles choses.

## Filmografie (Auswahl)

### Als Darsteller
- 1985: Le téléphone sonne toujours deux fois
- 1995: Alles kein Problem! (Les trois frères)
- 1999: Augustin, Kung-Fu-König (Augustin, roi du Kung-fu)
- 2001: Claire – Se souvenir des belles choses (Se souvenir des belles choses)
- 2003: Les clefs de bagnole
- 2003: Die Herzen der Männer (Le cœur des hommes)
- 2005: Wie sehr liebst du mich? (Combien tu m’aimes?)
- 2006: Der Mann meines Lebens (L’homme de sa vie)
- 2008: Auf der Parkbank (Bancs publics)
- 2009: Milch und Honig (Revivre)
- 2009: Le dernier pour la route
- 2017: Ein Sack voll Murmeln (Un sac de billes)
- 2022: Weinprobe für Anfänger (La dégustation)
- 2021: Glück auf einer Skala von 1 bis 10 (Presque)

### Regie und Drehbuch
- 1985: Le téléphone sonne toujours deux fois (nur Drehbuch)
- 1995: Alles kein Problem! (Les trois frères)
- 1997: Le pari
- 2001: Les rois mages
- 2007: La face cachée
- 2021: Glück auf einer Skala von 1 bis 10 (Presque)

## Auszeichnungen (Auswahl)
- César 1996: Bestes Erstlingswerk für Alles kein Problem!
- César 2003: Nominierung als Bester Hauptdarsteller als Claire – Se souvenir des belles choses